# Матвеевка (Харьковская область)
Матве́евка (укр. Матвіївка) — село,
Дмитровский сельский совет,
Богодуховский район,
Харьковская область, Украина.
Код КОАТУУ — 6320882004. Население по переписи 2001 г. составляет 350 (153/197 м/ж) человек.

## Географическое положение
Село Матвеевка находится на правом берегу реки Рябинка. Есть мост. На реке плотина и большое водохранилище в котором обитает окунь, карась и плотва. В последние годы появился карп. Выше по течению примыкает село Горбановка, ниже по течению — село Бабаки. На противоположном берегу растоложено село Дмитровка.

## История
- 1662 — дата основания[1].
- 1840 — построен православный храм Покрова Пресвятой Богородицы оригинальной формы, напоминающей однокупольные украинские церковные постройки; в плане почти круглый, с пилястрами, членящими стену на несколько частей; построен Даниилом Лесницким.
- до 1917 — построена усадьба Д. Н. Кованько на реке Рабыне (ныне Рябинка).
- При СССР в селе был организован и работал колхоз «Звезда» (укр. Зирка), центральная усадьба которого находилась тут, в котором были зоотдел, АВМ, мастерская, столовая, молочно-товарная ферма, детский сад[2].

## Экономика
- КСП «Зирка»: зерно, свекла, молоко.

## Достопримечательности
- Братская могила советских воинов. Похоронено 36 воинов.
- Памятный знак воинам-односельчанам. 1941—1945 гг.